# امید (باکو)
امید (انگلیسی: Ümid) یک شهرک در حومه شهر باکو پایتخت کشور جمهوری آذربایجان است.
این شهرک به دستور حیدر علی‌اف رئیس جمهور وقت باکو در سال ۱۹۹۹ میلادی با هدف اسکان آوارگان و پناهندگان جنگی درگیری‌های باکو با ارمنستان در جنگ نخست قره‌باغ ساخته شد.